# Hugo Pérez
Ne pas confondre avec le joueur américain de football Hugo Perez.
Hugo Leonardo « Perico » Pérez est un footballeur argentin né le 6 octobre 1968 à Avellaneda en Argentine. Il joue entre 1987 et 1998 au poste de milieu de terrain.
Il participe à la Coupe du monde 1994 avec l'Argentine.

## Carrière
- 1987-1991 : Racing Club de Avellaneda  Argentine
- 1991-1992 : Club Ferro Carril Oeste  Argentine
- 1992-1994 : CA Independiente  Argentine
- 1994-1997 : Real Sporting de Gijón  Espagne
- 1997-1998 : Estudiantes de La Plata  Argentine